# Fachbegriffe (Knotenkunde)
Die in der Knotenkunde üblichen Fachbegriffe entstammen zu einem großen Teil der Seemannssprache der Segelschifffahrt.
Siehe auch Liste seemännischer Fachwörter (A bis M) und Liste seemännischer Fachwörter (N bis Z).

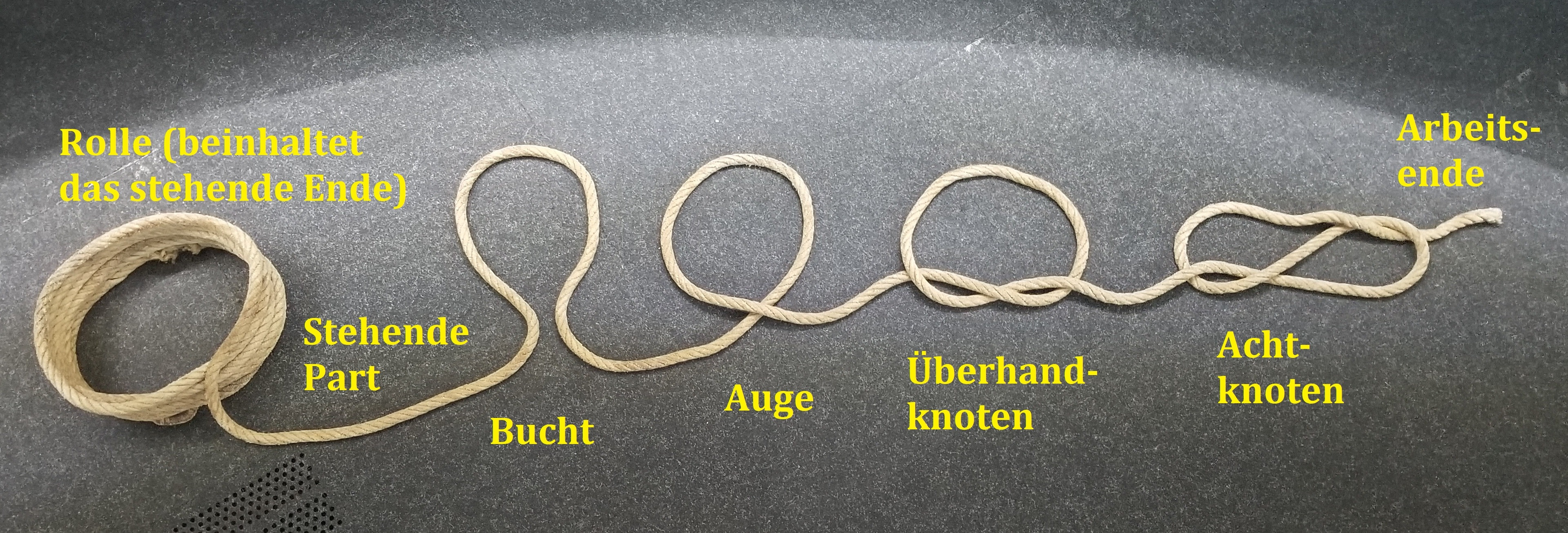
Einfache Knotenformen
Von links nach rechts: 1) Rolle (beinhaltet das stehende Ende); 2) Stehende Part; 3) Bucht; 4) Auge; 5) Überhandknoten; 6) Achtknoten; 7) Arbeitsende.

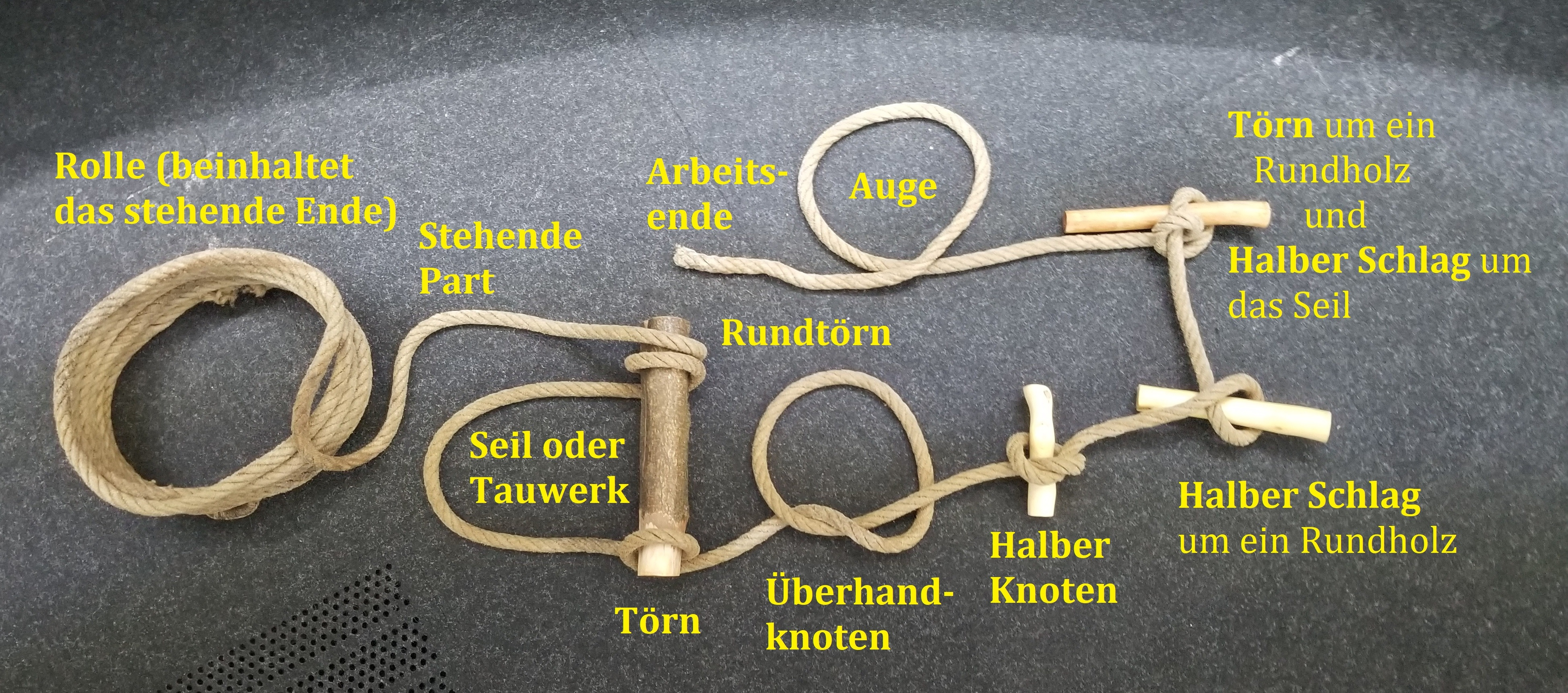
Von links nach rechts: 1) Rolle (beinhaltet das stehende Ende); 2) Stehende Part; 3) Rundtörn; 4) Seil oder Tauwerk; 5) Törn (geschlossen); 6) Überhandknoten; 7) Halber Knoten; 8) Halber Schlag um ein Rundholz, 9) Törn um ein Rundholz und Halber Schlag um das Seil; 10) Auge; 11) Arbeitsende.

## Fachbegriffe und Sprache

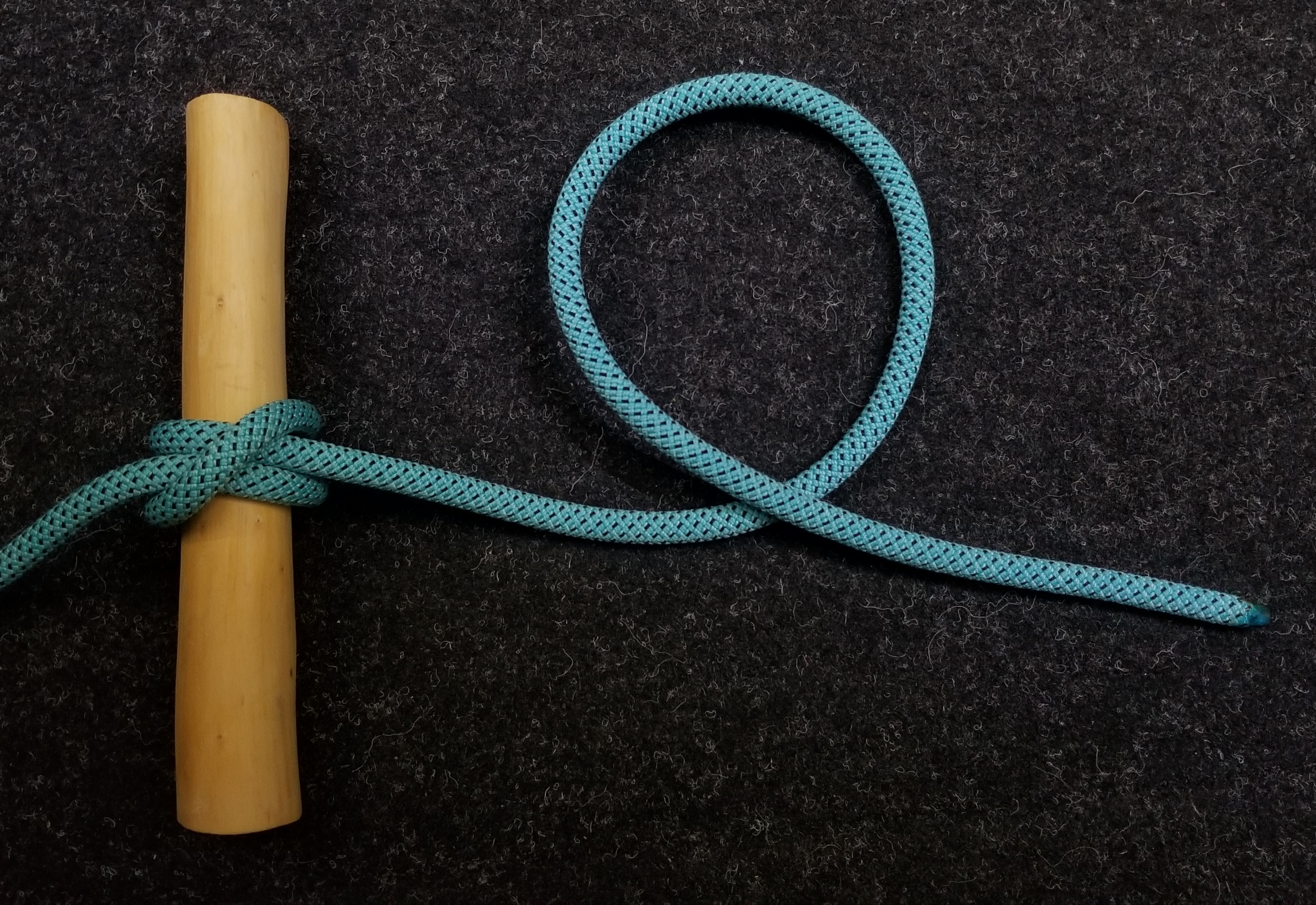
Überhandauge
Das Arbeitsende läuft über die stehende Part.

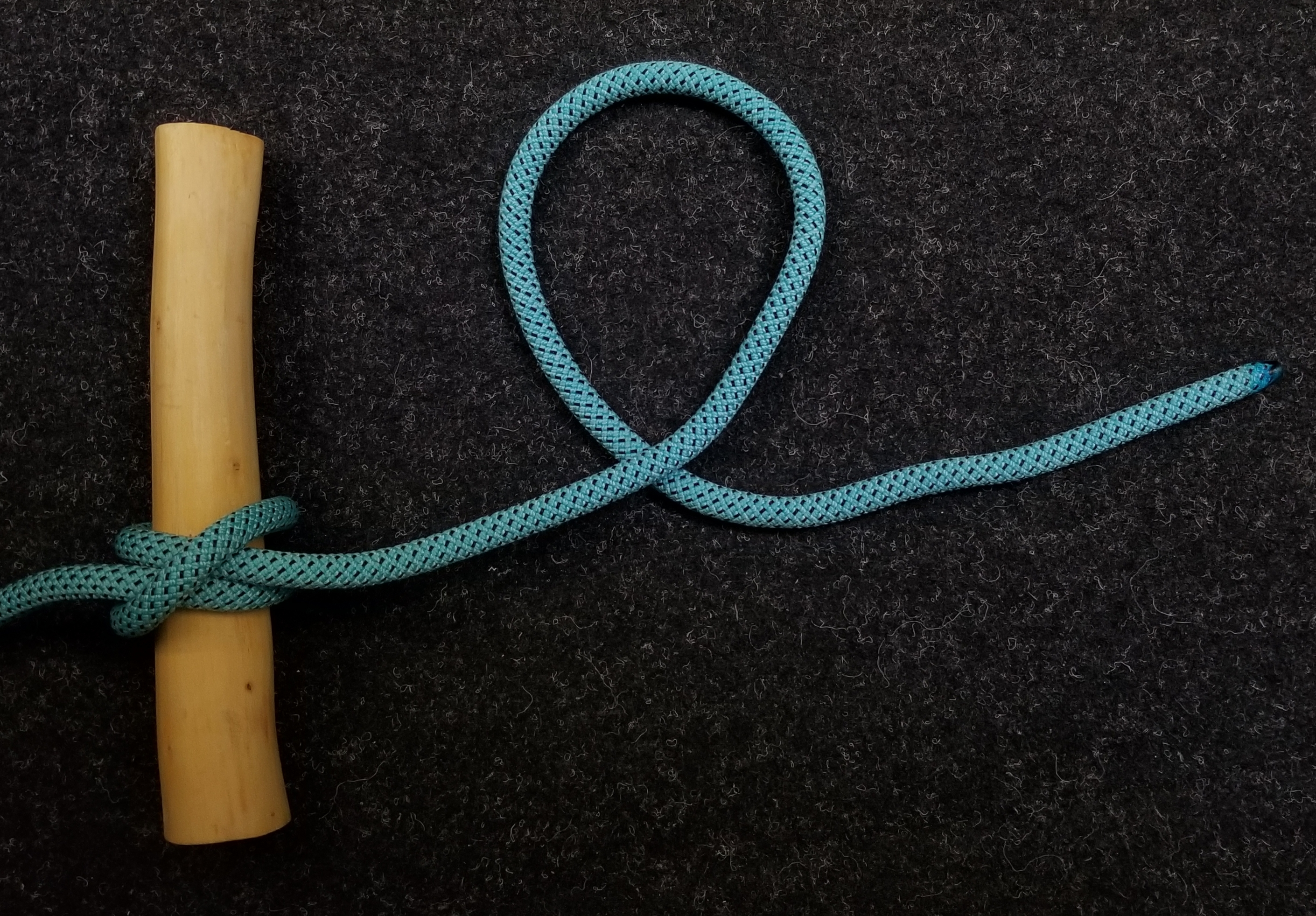
Unterhandauge
Das Arbeitsende läuft unter die stehende Part.

### Auf Slip legen
Damit sich ein Knoten schnell lösen lässt, legt man ihn auf Slip. Dazu wird der Knoten mit dem losen Ende mit einer Bucht abgeschlossen. Dann kann man am losen Ende ziehen und der Knoten ist wieder offen.

### Auge
Das Auge bezeichnet eine einfache Form, die sich durch das Bilden eines Kreises auszeichnet, bei dem sich die Seilenden kreuzen.

#### Überhand- und Unterhandauge
Geoffrey Budworth: „Ein einfaches Auge ist ein Überhandauge, wenn die laufende Part über der festen liegt, liegt sie darunter, ist es ein Unterhandauge“. Das heißt, diese Definition beschreibt nur, ob das Arbeitsende über oder unter die feste Part läuft.

### Augspleiß
Ein Augspleiß ist ein in das Tauwerk eingespleißtes festes Auge (Schlaufe).

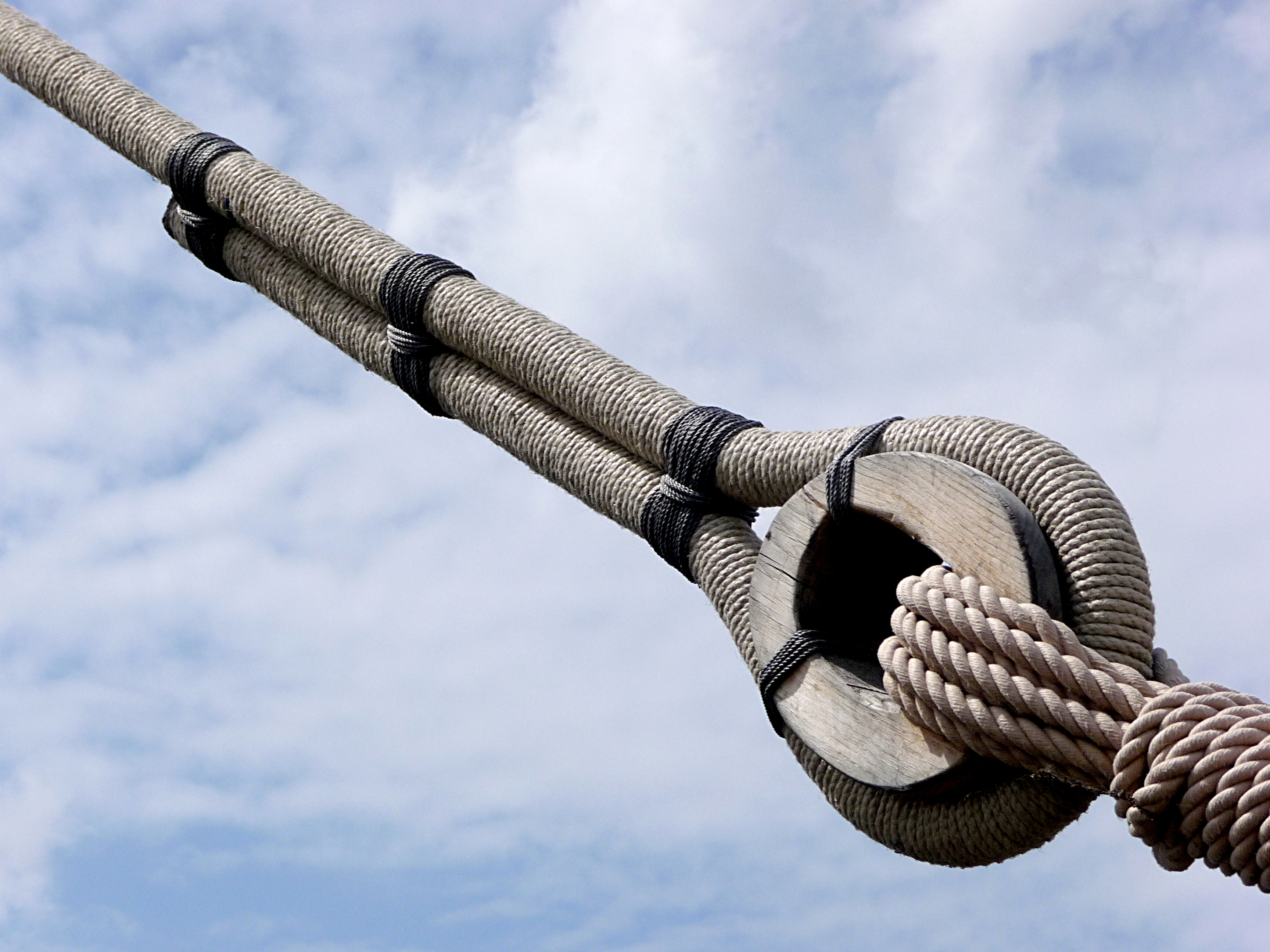
Gekleedetes und beigebändseltes, nicht gespleißtes Auge.
Das Auge ist gesichert mit drei Augbändselungen.

### Bändsel
Kurzes Stück dünnes Tauwerk, meist nicht dauerhaft zum Befestigen genutzt.
Ein Bändsel wird aus Bändselgut wie Schiemannsgarn oder Hüsing hergestellt.
Die Stärke richtet sich nach der vorgesehenen Verwendung. Es dient zum Umwickeln (Kleeden) der Spleißstellen von Drahttauwerk und stehendem Gut (Wanten, Stage etc.)
Es kann aber auch für andere feinere Tauwerksarbeit benutzt werden, als Kneifbändsel, zum Vernähen von Tampen usw.

### Bändselgut
Leinen, Takelgarn, Segelgarn
Sehr schwache Taue sind Leinen oder Bändselgut. Takelgarn ist das, was man an land als Bindfaden bezeichnet und Segelgarn an Land als Nähfaden.

### Bändselung
Eine Bändselung kann zwei parallel laufende Tampen verbinden. Sie wird aus Bändselgut, Schiemannsgarn oder Hüsing hergestellt.

### Bekneifen
Sich festziehen; ein Knoten in einem belegten Tampen soll sich bei Zug bekneifen (aber nicht so stark, dass er anschließend nicht mehr zu lösen ist).

### Bucht
Die Bucht ist eine Grundform in der Knotenkunde und bezeichnet einen Bogen oder Kurve in einem. Sind die beiden Parten einer Bucht geschlossen, aber ohne sich zu überkreuzen, so spricht man von einer „geschlossenen“ Bucht, andernfalls handelt es sich um eine „offene“ Bucht.

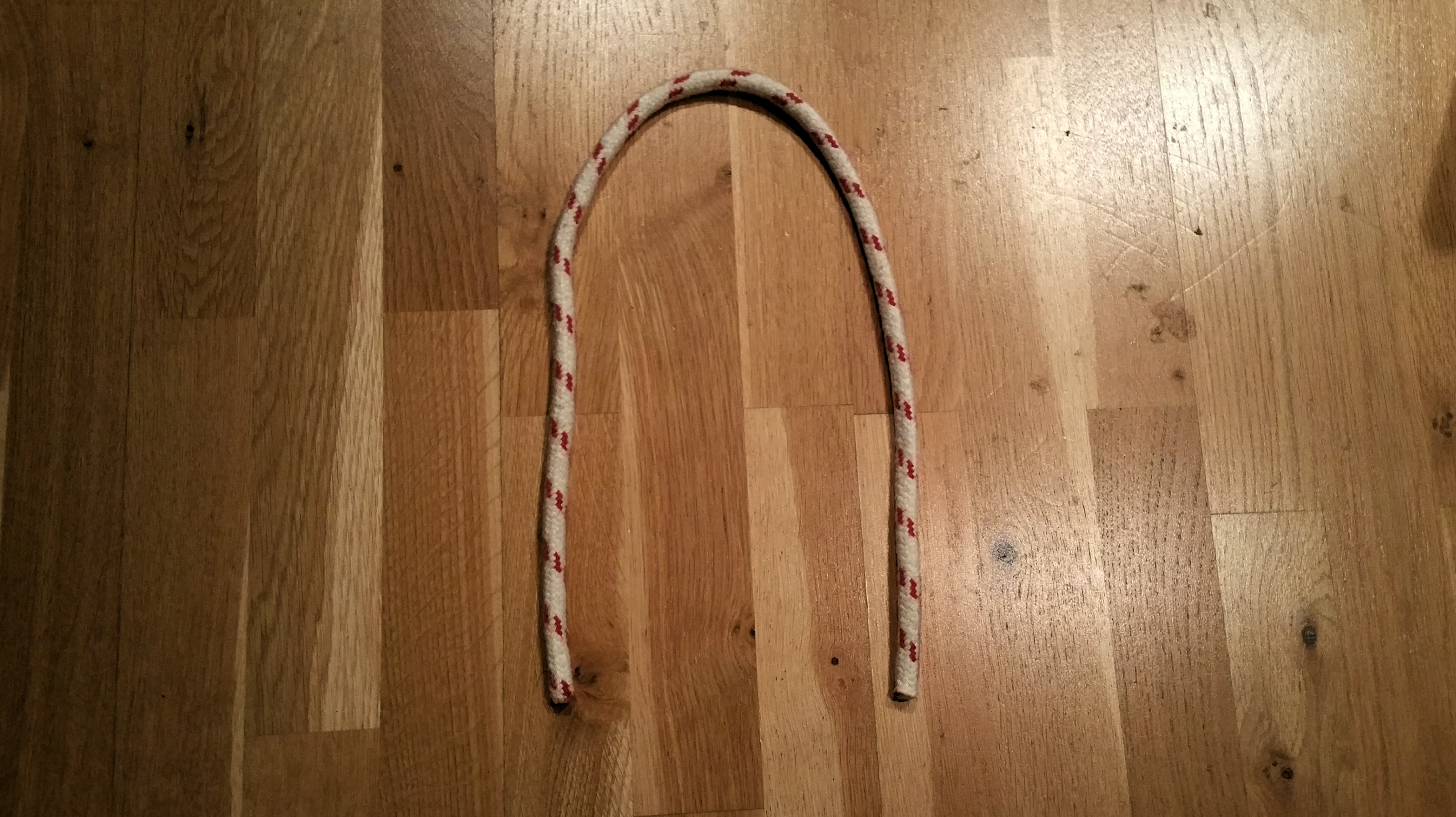
Offene Bucht
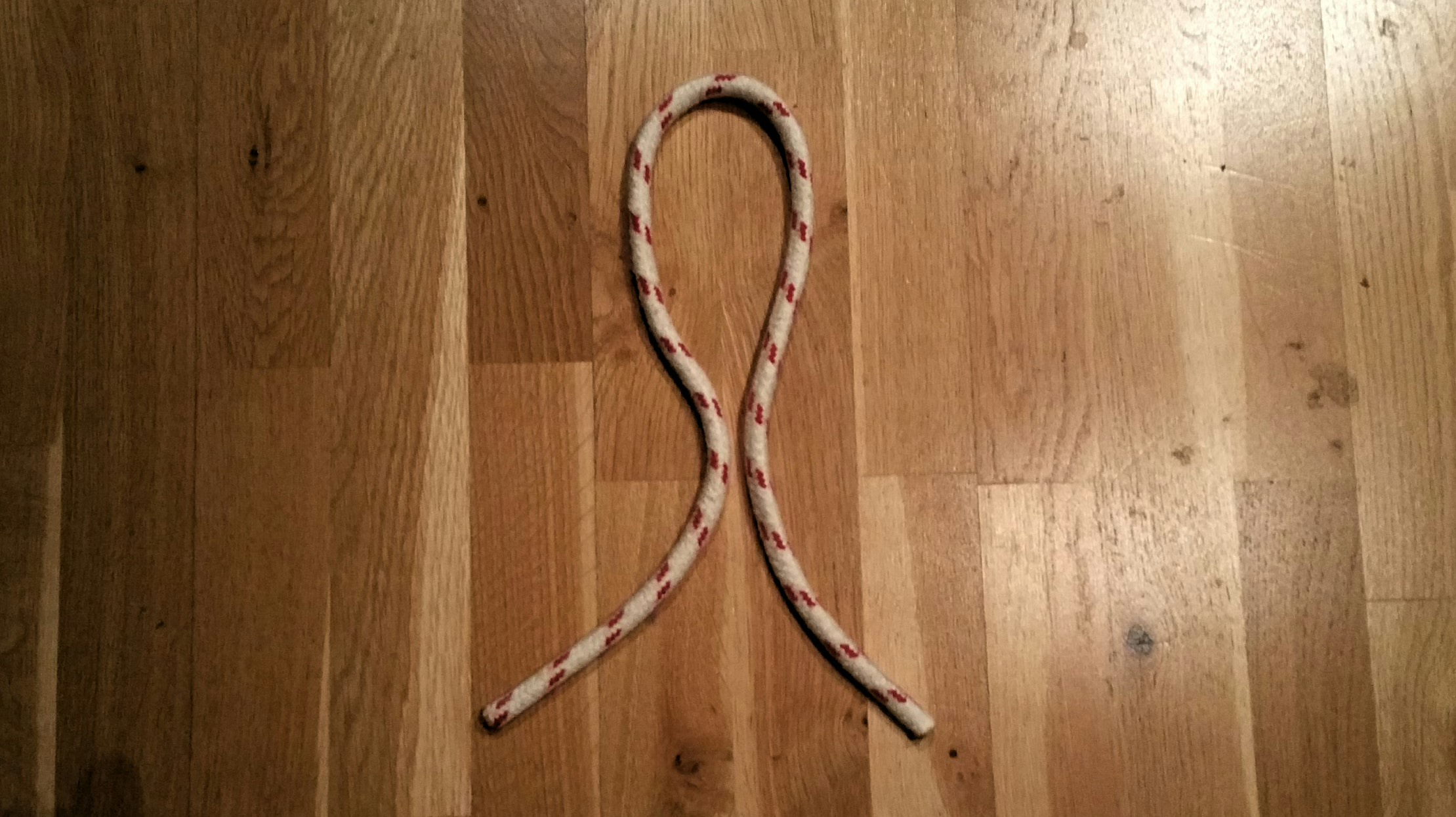
Geschlossene Bucht

### Ende
Hinweis: In der Seemannschaft wird traditionell das Seil insgesamt als Ende bezeichnet. Das Ende des Seils ist dann der Tampen. In der Knotenkunde spricht man jedoch von Ende im umgangssprachlichen Sinn.

#### Arbeitsende
Das Seilende, welches beim Knüpfen (Stecken) eines Knotens in der Hand geführt wird.

#### Loses Ende
Teil einer Leine, der am fertigen Knoten unbelastet bleibt. Meist ist dies der kürzere Teil, mit dem auch der Knoten geknüpft oder gesteckt wird, auch „Arbeitsende“ genannt. Der Seemann spricht auch von der „losen Part“.

Um das selbsttätige Lösen unter Zug zu vermeiden, sollte das lose Ende am fertigen Knoten mindestens 3, besser 5 mal so lang oder länger sein wie der Durchmesser der Leine (das lose Ende muss gut festgezogen werden können).

#### Festes Ende
Das feste Ende ist der belastete Teil der Leine, der unter Spannung steht oder stehen kann. Etwa ein Kranseil, ein Lasso, an Schiffen eine Festmacherleine, eine Ankerleine, eine Schot oder ein Fall. In der Seemannssprache spricht man auch von der „festen“ oder „stehenden Part“.

#### Stehendes Ende
Das Ende einer Leine, mit der nicht geknüpft wird. Mit dem anderen Ende, dem Arbeitsende wird geknüpft.

### Faser
Das feinste Element, aus dem alle Arten von Tauwerk gedreht (geschlagen) oder verflochten werden.

### Kardeel
Ein Kardeel ist an Fasertauwerk, wie auch bei Drahtseilen aus Stahl, ein einzelner Strang aus Kabelgarnen, die zu einem Seil bzw. seemännisch einer Leine oder Trosse gedreht („geschlagen“) oder verflochten werden.

### Kleeden
Ein Tauwerk wird beim Kleeden mit Takelgarn dicht bei dicht umwickelt.

### Knoten
In der Seefahrt wird das Thema „Knoten“ gewöhnlich in vier „Klassen“ aufgeteilt:
Steke, Verbindungsknoten, Knoten und Spleiße.
1. Ein „Stek“ dient zum Befestigen von Tauwerk an einem Gegenstand

2. Ein „Verbindungsknoten“ verbindet zwei Enden.

3. Der Ausdruck „Knoten“ selbst wird auf Verdickungen und Schlaufen, aber auch auf alles angewandt, was in den anderen drei Klassen nicht zu finden ist, wie Fancywork und Trickknoten.

4. Lang- und Kurzspleiße sind Verbindungsknoten mit mehreren Kardeelen und Augspleiße sind Schlaufen mit mehreren Kardeelen.

### Knotenstruktur (Einfache Knotenformen)

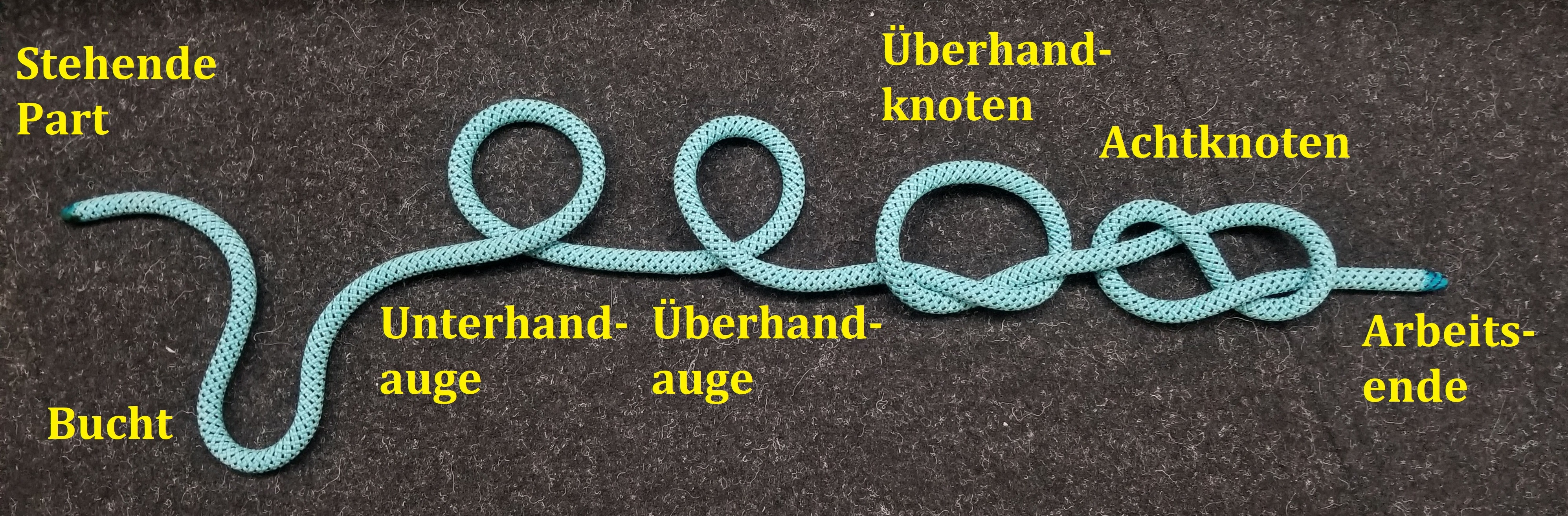
Einfache Knotenformen
Von links nach rechts: 1) Stehende Part; 2) Bucht; 3) Auge oder noch genauer gesagt Unterhandauge; 4) Überhandauge; 5) Überhandknoten; 6) Achtknoten; 7) Arbeitsende.

Einfache Knotenformen: Geknüpft wurde auf dem Bild mit dem Arbeitsende (7) von links nach rechts, dabei blieb links die stehende Part (1) immer liegen: Man legt mit dem Arbeitsende eine Kurve in die Leine. Dies nennt sich, man „schlägt eine Bucht“ (2); Eine Bucht wird nochmal gelegt, diesmal aber nach oben und anschließend fährt man dem Arbeitsende kreisförmig unter die stehende Part, diese Knotenstruktur nennt sich Auge, oder noch genauer gesagt Unterhandauge (3); Anschließend macht man noch einmal eine Bucht, fährt dann aber über die stehende Part, man erhält nun ein Überhandauge (4); Nachdem man nochmal ein Überhandauge gelegt hat, sticht man mit dem Arbeitsende von unten durch das Auge und erhält einen Überhandknoten (5); Legt man mit dem Arbeitsende ein Unterhandauge, macht dann einen einfachen Törn und fährt dann von oben durch das Auge zurück, erhält man einen Achtknoten (6).

### Lasching

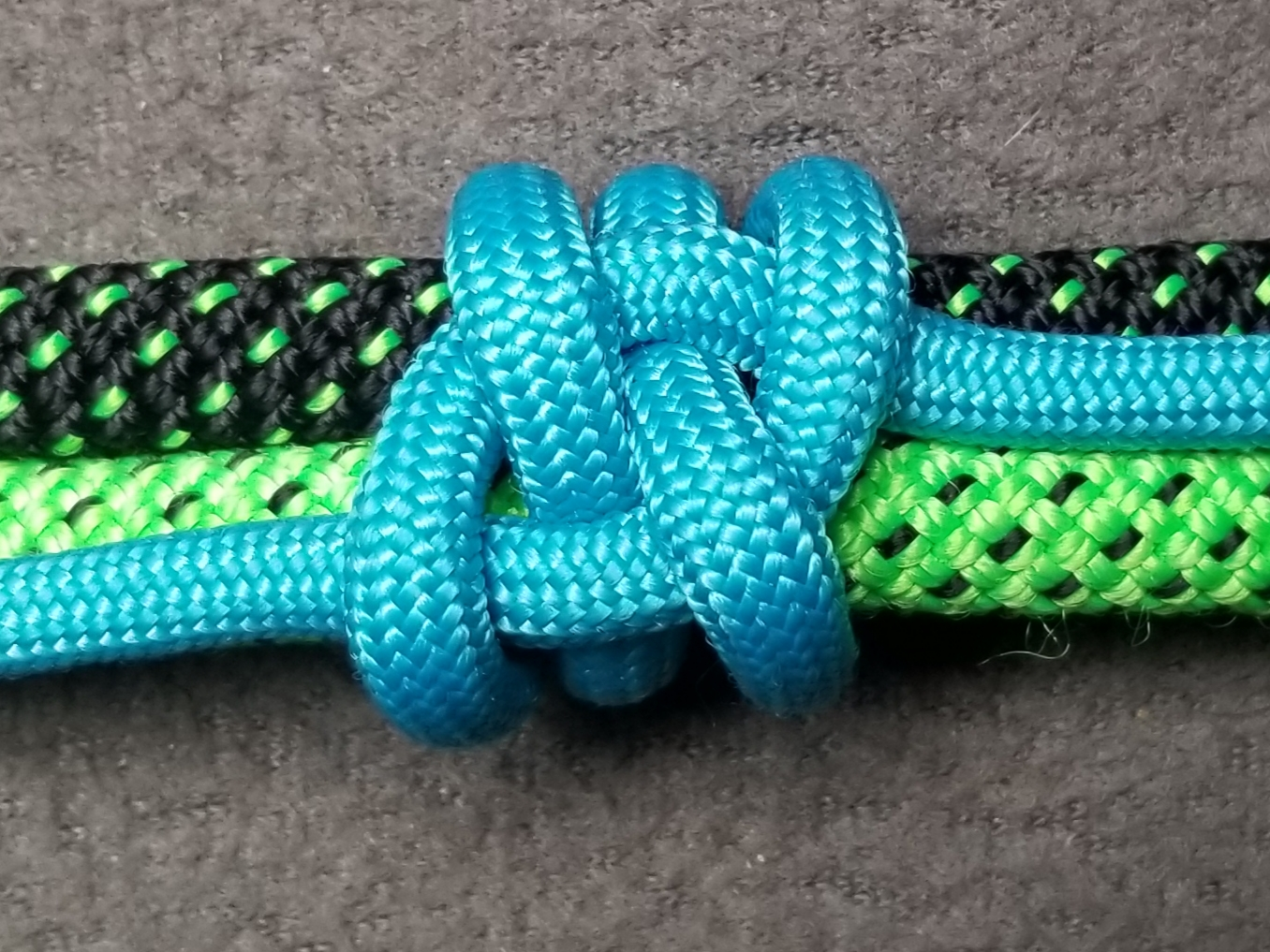
Der Eskimo Fischspeer-Lasching (Ashley1248) ist ein fester und dekorativer Bindeknoten

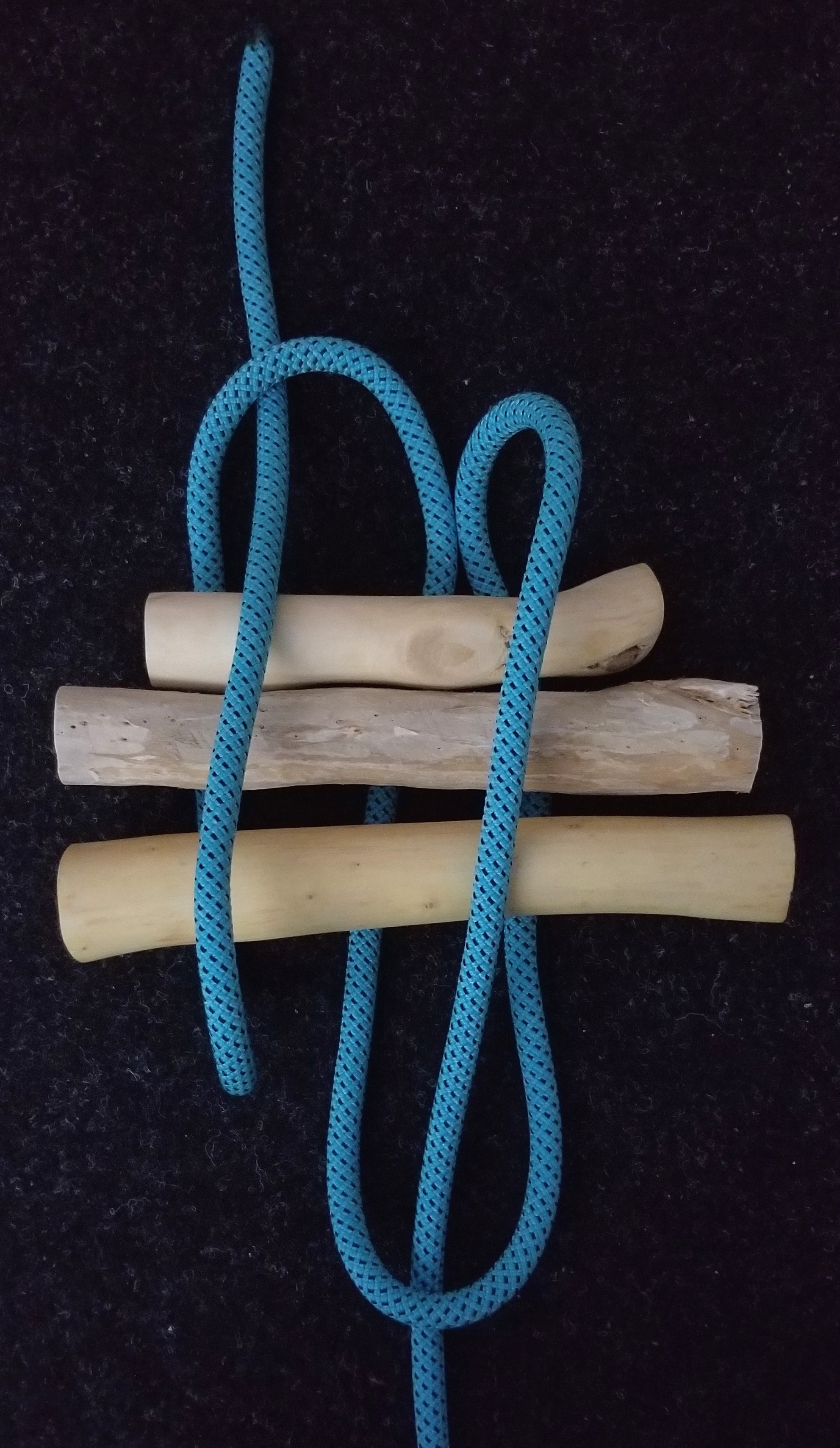
Stangenlasching. Verzurren von mehreren Stangen

Als Lasching bezeichnet man Rückhaltesysteme, auch rückwärtige Ladungssicherung genannt, die für den Versand und Transport unterschiedlichster Ware wie z. B. Weichverpackungen (BigBags), Fässer, Holzkisten und IBC´s verwendet werden.
In der Knotenkunde steht es für:

(1) Zwei oder mehrere Objekte miteinander verbinden.

(2) Ein einzelnes Objekt mit einer Reihe von Törns oder Steken umwickeln.

(3) Zur Sicherung aller beweglichen Gegenstände an Bord eines Schiffes oder Fahrzeuges, um ein Verrutschen zu verhindern.
- siehe auch Zurring

### Marlen
Um Falle, dass da Tauwerk ohne Kleedung verbleiben soll wird der fest gewickelte Leinwandstreifen nach dem Smarten mit dünnem Bändsel und Marlschlag-Bindung fixiert. Bezeichnet wird diese Arbeit als „Marlen“.

### Part
Ein Teil einer Leine.

#### Laufende Part
Der freie Teil hinter dem Knoten heißt lose oder laufende Part. Sonst spricht man auch beim Knotenknüpfen vom festen und dem losen Ende.

#### Stehende Part
Teil der Leine. In der Seefahrt heißt der stehende Teil bis zum Knoten feste oder stehende Part. Die stehende Part kann aber auch nur die Part bezeichnen, mit der nicht geknüpft wird. Die Part, mit der geknüpft wird, heißt Laufende Part oder Arbeitsende. Die stehende Part kann, muss aber nicht auf Zug liegen.

### Rolle
Aufgeschossenes Tauwerk

### Schamfilen
Schamfilen oder Schamfilung bezeichnet (seemännisch) ein unerwünschtes Scheuern von Tauwerk, Segeln oder anderen Ausrüstungsgegenständen, welches zu vorzeitiger Abnutzung führt. Um das zu vermeiden, wird ein Schamfilschutz an das Tauwerk angebracht.
Siehe auch dazu:
- Smarten & Kleeden
- Takling
- Katning

### Schlag
Schlag: Umwicklung der festen Part mit der losen Part

### S- oder Z-Schlag

S-Schlag (linksgängig) und Z-Schlag (rechtsgängig)

Ein Tauwerk kann verschiedene Orientierungen haben. Bei einem S-Schlag ist sie linksgängig und bei einem Z-Schlag ist sie rechtsgängig.
Man spricht hier auch von S- oder Z-Chiralität.

### Schlaufe
Schlaufe: Durch einen Knoten, Spleiß oder Klemme befestigtes Auge

### Schlinge
Schlinge: Durch einen Knoten gebildetes Auge, das sich zuzieht

### Smarten
Das Smarten verhindert beim Tauwerk das Eindringen von Feuchtigkeit und wird bspw. mit Umwicklungen von Segeltuchstreifen bewerkstelligt.

### Spleiß
Der Spleiß ist eine bruchfeste, dauerhafte, nicht lösbare Verbindung von Tauwerk durch Verflechten der einzelnen Kardeele. Er wird auch zur Reparatur von Tauwerk verwendet.

### Stek
Als „Stek“ (z. T. auch „Stich“) gilt alles, was nur zusammen mit weiteren Gegenständen stabil ist (z. B. Webeleinenstek, Stopperstek).
Ein Stek ist ein direkt an oder um einen Gegenstand gebundener Knoten, der gern umkippt, wenn der stützende Gegenstand nicht mehr da ist, also ein Knoten, bei dem das Arbeitsende durch einen Ring, ein Auge oder eine Bucht hindurchgesteckt wird; häufig brauchen Steke einen Befestigungspunkt.

### Stich
Oft synonym zu Stek (z. B. Zimmermannsstich, Schotenstich).

### Stropp

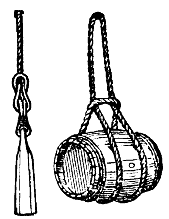
Ein Stropp wird verwendet, um ein Fass anzuheben.

Stropp (von ursprünglich Strupf = „Knoten, Schlinge“, verwandt: Strippe) bezeichnet seemännisch ein kurzes Stück Tauwerk mit Augen oder Haken an meist beiden Enden („Tampen“). Auch Endlosschlingen, bei denen die Enden miteinander verbunden sind, werden als Rundstropp bezeichnet.

### Takling
Mit einem Takling wird ein Seil vor dem Aufdröseln seiner Kardeele und Litzen geschützt.

### Tampen
Das lose Ende der Leine oder auch eine kurze Leine

### Tauwerk
Je nach Durchmesser unterscheiden Seeleute das Tauwerk von Faden bis Trosse.

### Törn

Törn (1facher Törn, 360°)

Rundtörn (1,5-facher Törn, 540°)

Als Törn wird die Windung eines Seils um ein Objekt bezeichnet.
Ein Törn dient häufig dazu, die Kraft zum Halten einer gespannten Leine zu verringern. Durch die Reibung des Seils verringert sich die auf den stehenden Part wirkende Zugkraft auf einen Bruchteil.

#### Einfacher Törn
Überkreuzen sich die zwei Parten einer Bucht einer Bucht, so erhält man ein Auge.
Windet sich die Leine dabei um einen Gegenstand, spricht man von einem einfachen Törn.

#### Rundtörn
Ein Rundtörn entsteht, wenn eine Leine eineinhalbmal um einen Gegenstand gelegt wird (um 540°).

#### Reittörns oder Reiter
Sie bilden eine zweite Lage Kleedung über der ersten Lage oder den unteren Törns. Die Zahl der Reiter ist immer eine Reihe weniger als die unteren Törns. Man setzt sie nicht so hart auf, damit sie die unteren Törns nicht in Unordnung bringen.

#### Kreuztörns
Über die Reiter fügt man Kreuztörns hinzu, die das ganz noch einmal straff ziehen und lockere Stellen herausnehmen.

### Trensen
Mit dem Trensen  füllt man die „Rillen“ im Tau, mit Strängen von Abfalltauwerk aus, um eine gleichmäßig glatte Oberfläche zu erhalten.

### Zeising

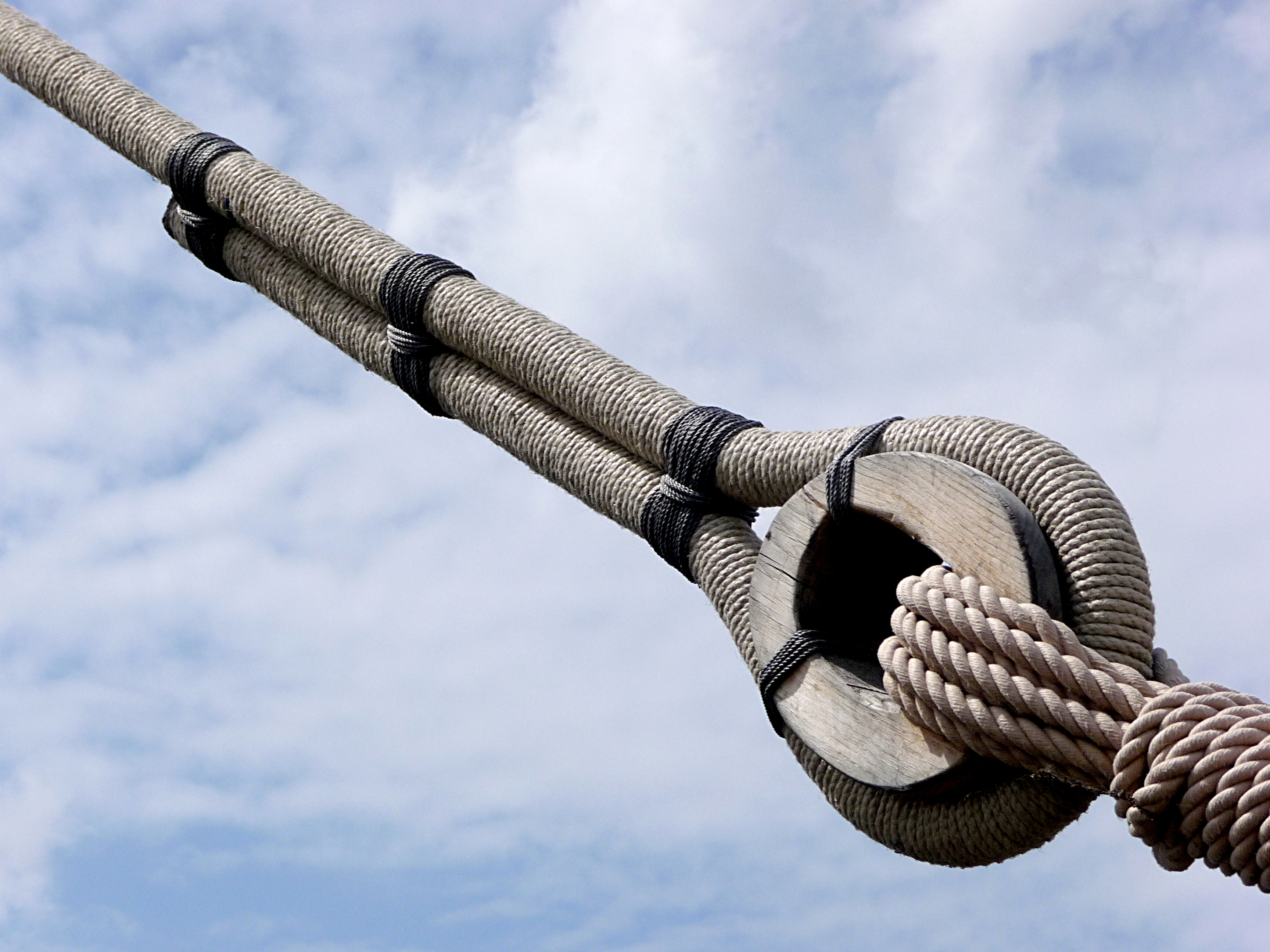
Gekleedertes und beigebändseltes, nicht gespleißtes Auge.
Das Auge ist gesichert mit drei Augbändselungen.

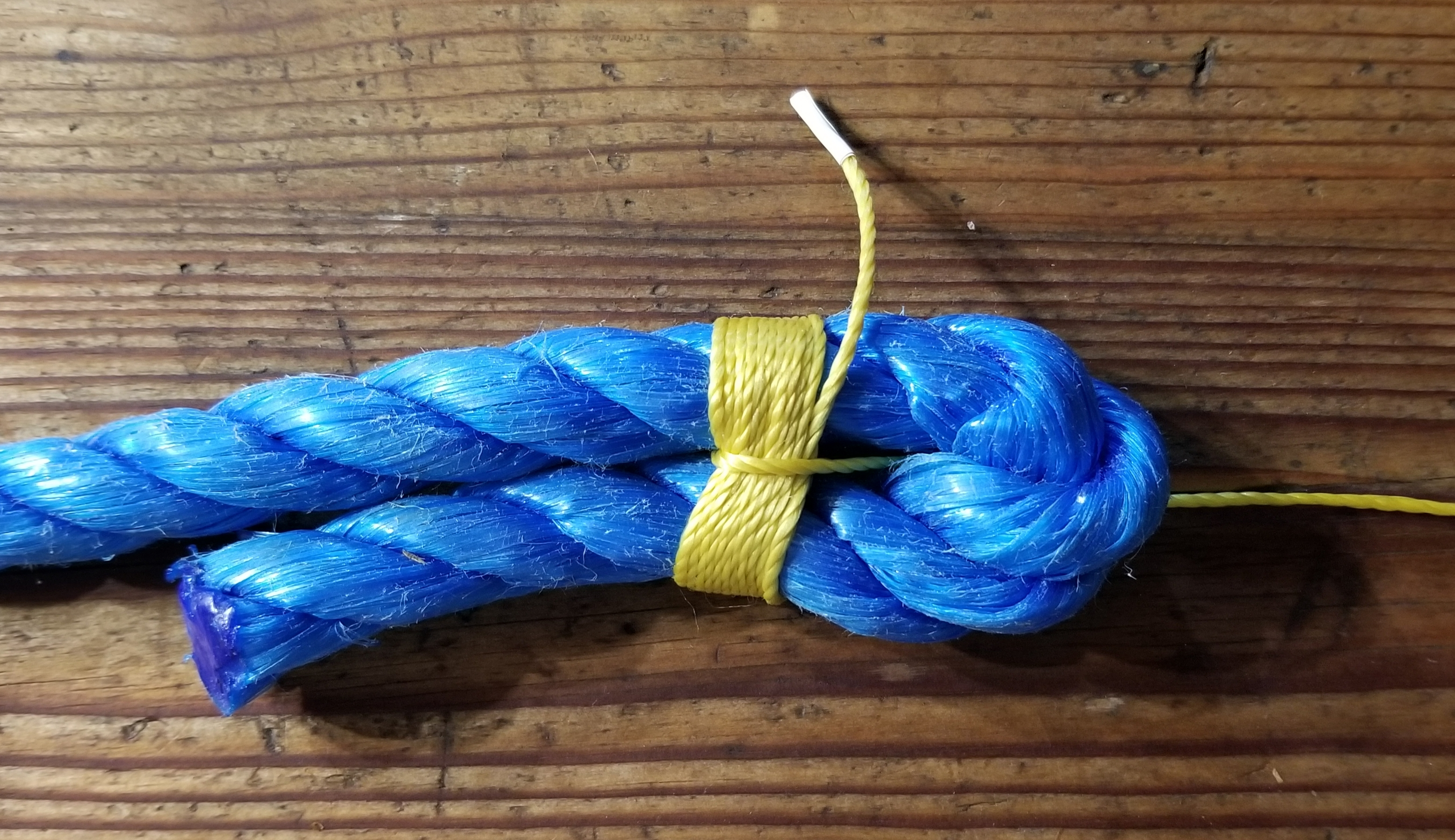
Der Zeisingstek ist geeignet, um leichte Wurfleinen mit Trossen, die vom Schiff an Land übergeben werden sollen, zu verbinden.

Aus dem Niederdeutschen von seisen (‚zwei Taue miteinander verbinden‘) – eine kurze Leine, die zum Zusammenbinden oder Sichern von Segeln oder anderen Ausrüstungsteilen genutzt wird.

### Zurring

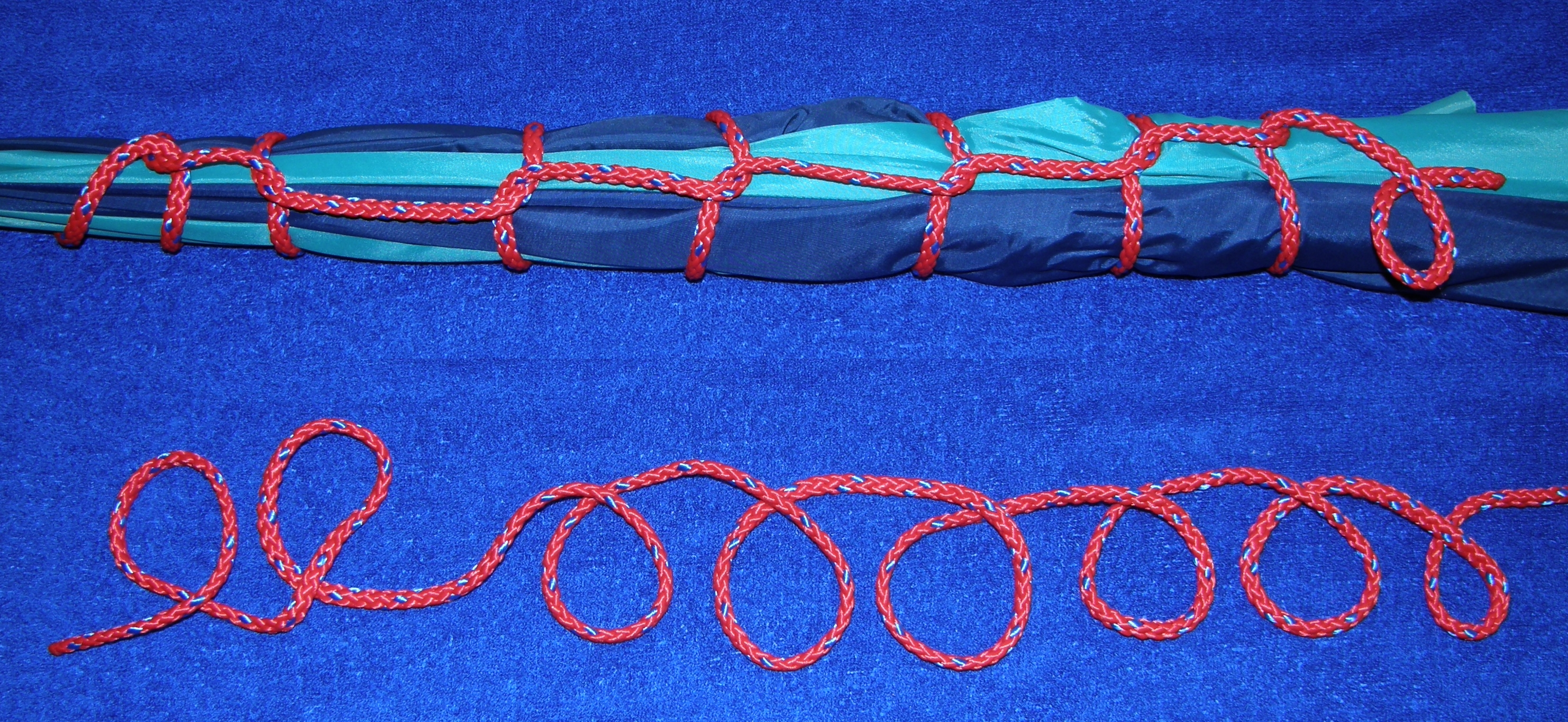
Oben: Augen-Zurring (linke zwei Knoten sind linksgeknüpft)
Unten: nach Abstreifen bleiben Augen

Ein Knoten, mit dem man einen Gegenstand mit Hilfe eines Taues oder einer Kette verzurren, beziehungsweise fixieren kann. Ein bekannter Zurringknoten ist der Fuhrmannsknoten.
- siehe auch Lasching